# 隐鲉属
隐鲉属（学名：Adelosebastes）是平鲉科下的一个属。

## 下属物种
本属包括以下物种：
- 隱鮋 Adelosebastes latens Eschmeyer, Abe & Nakano, 1979